# Брансвик (Мериленд)
Брансвик (енгл. Brunswick) град је у америчкој савезној држави Мериленд.

## Демографија
По попису из 2010. године број становника је 5.870, што је 976 (19,9%) становника више него 2000. године.
| Група             | 2000.         | 2010.         |
| Белци             | 4.474 (91,4%) | 4.883 (83,2%) |
| Афроамериканци    | 260 (5,3%)    | 438 (7,5%)    |
| Азијати           | 22 (0,4%)     | 97 (1,7%)     |
| Хиспаноамериканци | 47 (1,0%)     | 290 (4,9%)    |
| Укупно            | 4.894         | 5.870         |